# Наниани (Гурджанский муниципалитет)
Наниани (груз. ნანიანი) — село в Грузии. Находится в Гурджаанском муниципалитете края Кахетия. Высота над уровнем моря составляет 700 метров. Население — 506 человека (2014).